# یواس‌اس آتلانتا (سی‌ال-۵۱)
یواس‌اس آتلانتا (سی‌ال-۵۱) (به انگلیسی: USS Atlanta (CL-51)) یک کشتی بود که طول آن ۵۴۱ فوت ۰ اینچ (۱۶۴٫۹۰ متر) بود. این کشتی در سال ۱۹۴۱ ساخته شد.